# 諏訪湖サービスエリア
諏訪湖サービスエリア（すわこサービスエリア）は、長野県諏訪市（上り線・高井戸方面）および岡谷市（下り線・小牧方面）にある中央自動車道のサービスエリア (SA) である。スマートインターチェンジ (スマートIC) を併設する。

## 概要
諏訪湖の南側に位置している。当SAおよび付近の本線は、下り線が上り線よりもやや高い位置に存在するため、上下線のSAから諏訪湖を眺めることができる。眺望が良いため、日本夜景遺産に認定されている。また、諏訪湖祭湖上花火大会や全国新作花火競技大会などの花火大会の開催時は、当SAで花火大会を見学する車や花火大会に向かうために諏訪ICなどを利用する車で非常に混雑し、付近で渋滞が発生する。例年、実行委員会やNEXCO中日本では、当SAでの花火大会の見学を遠慮するよう呼びかけており、混雑状況によってはSAへの流入を制限することがある。

## 歴史

### リニューアル
2011年（平成23年）12月、中日本高速道路は当サービスエリア（上り）のリニューアル工事を実施。翌2012年（平成24年）4月20日午前9時にグランドオープンした。このリニューアルにより、ブライトンホテルが高速道路に初出店。レストラン「ブライトンテラス」およびフードコート「ブライトンフードコート」をプロデュースする。また、酢ムリエ・内堀光康がプロデュースする食酢専門店「デザートビネガー アルプスの贈り物」も高速道路へ初めて出店し、岐阜県八百津町に本社があり長野県飯島町に工場を持つ内堀醸造の食酢関連商品を取扱う。そのほか、おやきの専門店や信州B級グルメの専門店に加えて、釜めし専門店の「おぎのや」や「スターバックスコーヒー」などが出店した。
2015年（平成27年）5月、当サービスエリア（下り）のスターバックスコーヒーにトラックが突っ込む事故が発生。けが人はなかったが、店舗のガラスが割れるなどの被害が出た。さらに半年後の11月24日、店舗修繕を終え営業再開したばかりの同店に今度は大型トレーラーが突っ込み、開店準備中の店員が負傷する事故が発生した。この事故続発を受け、同年12月に中日本高速道路は店舗前に仮設ガードレールを設置するとともにサービスエリア進入路にカーブを設け凸凹舗装を行って進入速度を減速させる緊急対策を実施した。しかしながら2度の事故による影響で、下り線サービスエリア内のスターバックスは店舗を解体し2015年（平成27年）度末（2016年〈平成28年〉3月）をもって閉店した。
2017年（平成29年）、中日本高速道路は当サービスエリア（下り）のリニューアル工事を実施し、同年10月27日午前9時にグランドオープンした。このリニューアルにより、前年に閉店したスターバックスに替わって「上島珈琲店」が長野県内に初出店。さらに、2012年（平成24年）の上り線サービスエリアリニューアル時に出店していた釜めし店の「おぎのや」が、下り線サービスエリアへも出店した。また、地元氏子（うじこ）の協力により、2016年（平成28年）の諏訪大社上社（かみしゃ）の御柱祭で使用された「御柱（おんばしら）」や「めどてこ」の展示を行なっている。

## 道路
- E20 中央自動車道（20-1番）

## 施設

### 入浴温泉施設
上下線ともサービスエリア内には、日帰り温泉施設であるハイウェイ温泉諏訪湖が設置されている。温泉施設は1992年（平成4年）12月29日に開設された。上り線と下り線で異なる自治体に所属するため、地方税である入湯税の設定額の違いにより利用料金が異なる。
上下線ともに閉鎖されることが2025年（令和7年）4月9日に発表されている。

### 上り線（東京・河口湖方面）
グルメ杵屋・アルピコ交通（・スターバックス）運営
- 駐車場[15]
  - 大型 47台
  - 小型 156台
  - 身障者用 4台
- トイレ[15]
  - 男性 大5(和式1・洋式4)・小16
  - 女性 39(和式4・洋式35)
    - 同伴の男児用 1

  - 身障者用 1
- ガソリンスタンド（apollostation、24時間）[15]
  - 双葉JCTより中部横断道に向かう場合は当給油所が最終となる[16]。
- 給電スタンド（24時間）[15]
- レストラン「信州そば処 そじ坊」（平日 11:00 - 21:00 / 休日 10:00 - 22:00）[17]
- カフェ「スターバックスコーヒー」（7:00 - 22:00）[17]
- ベーカリー「神戸屋ブレッズ」（7:00 - 19:00）[17]
- ショッピングコーナー
  - 峠の釜めし「おぎのや」（9:00 - 19:00）[17]
  - 安曇野おやき「いろり堂」（7:00 - 22:00）[17]
  - OMIアベニュー（24時間）[17]
- テイクアウト
  - 信州グルメ工房（7:00 - 22:00）[17]
  - 唐揚げのやまざき・まる天（10:00 - 19:00）
- フードコート
  - 諏訪レイクビューコート（24時間）[17]
- 自動販売機[15]
- サービスエリア・コンシェルジュ、FAXサービス（平日 9:00 - 17:00 / 土曜・日曜・祝日 9:00 - 18:00）[15]
- 郵便ポスト（諏訪郵便局）[15]
- ハイウェイ情報ターミナル[15]
- ベビーコーナー[15]
- ATM[15]
- 宝くじコーナー（9:00 - 17:00）[15]
- 入浴施設
  - ハイウェイ温泉諏訪湖（2階、10:00 - 22:00）、2026年1月に閉鎖予定[17][14]。
- ぷらっとパーク（24時間、小型用駐車場 2台）[15]

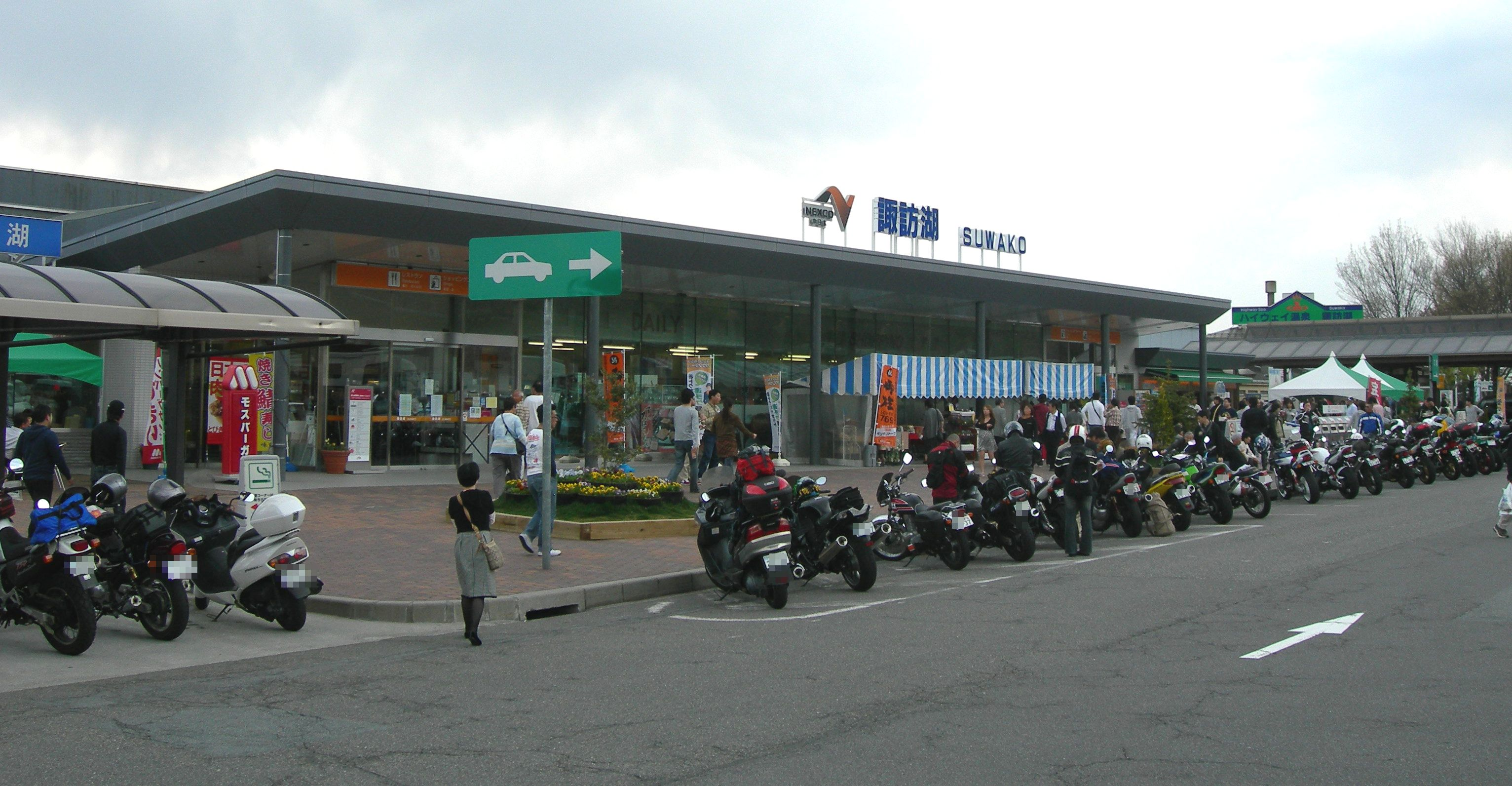
上り線側施設
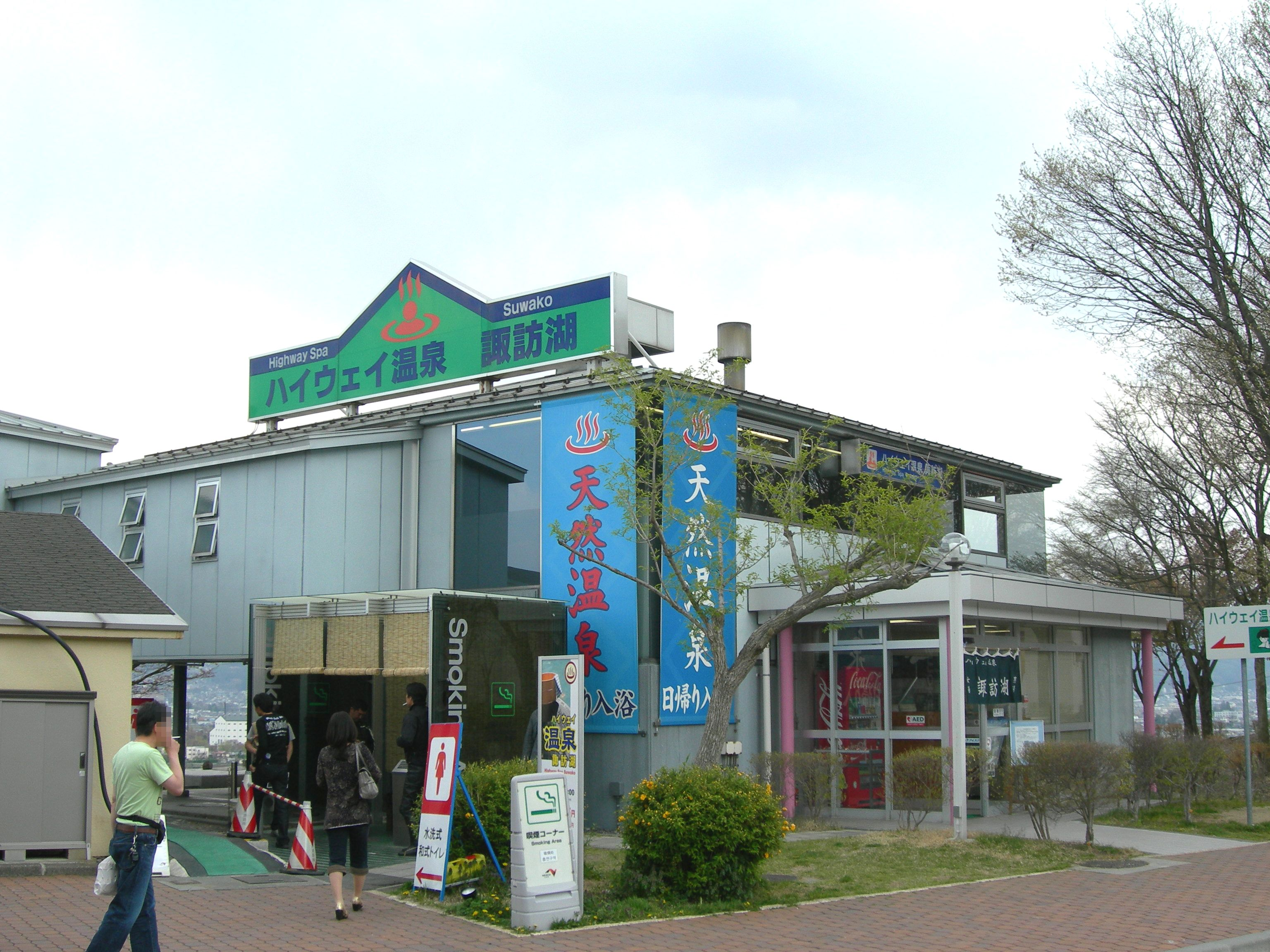
上り線側のハイウェイ温泉諏訪湖

### 下り線（長野・名古屋方面）
ホテル紅や（キッツグループ）運営
- 駐車場[19]
  - 大型 44台
  - 小型 148台
  - 身障者用 4台
- トイレ[19]
  - 男性 大6(和式1・洋式5)・小18
  - 女性 29(和式3・洋式26)
    - 同伴の男児用 1

  - 身障者用 2
- ガソリンスタンド（ENEOS、24時間）[19]
- 給電スタンド（24時間）[19]
- ショッピングコーナー（24時間）[20]
  - SUWAプレミアムショップ[21]。
- テイクアウト
  - 「おぎのや」（9:00 - 18:00）[20]
  - 「諏訪のおやつ処」（9:00 - 19:00）[20]
- フードコート（24時間）[20]
- ベーカリー「太養パン店」（7:00 - 18:00）[20]
- カフェ「上島珈琲店」（7:00 - 21:00）[20]
- レストラン「湖彩（こさい）」（【4月〜10月】7:00 - 21:00 / 【11月〜3月】平日 11:00 - 21:00 / 土曜・日曜・祝日 7:00 - 21:00）[20]
- 自動販売機[19]
- サービスエリア・コンシェルジュ、FAXサービス（平日 9:00 - 17:00 / 土曜・日曜・祝日 8:00 - 17:00）[19]
- 郵便ポスト（岡谷郵便局）[19]
- ハイウェイ情報ターミナル[19]
- ベビーコーナー[19]
- ATM（24時間）[19]
- 入浴施設
  - ハイウェイ温泉諏訪湖（2階、10:00 - 21:30）、2025年10月に閉鎖予定[20][14]。
- ぷらっとパーク（24時間、小型用駐車場 2台）[19]

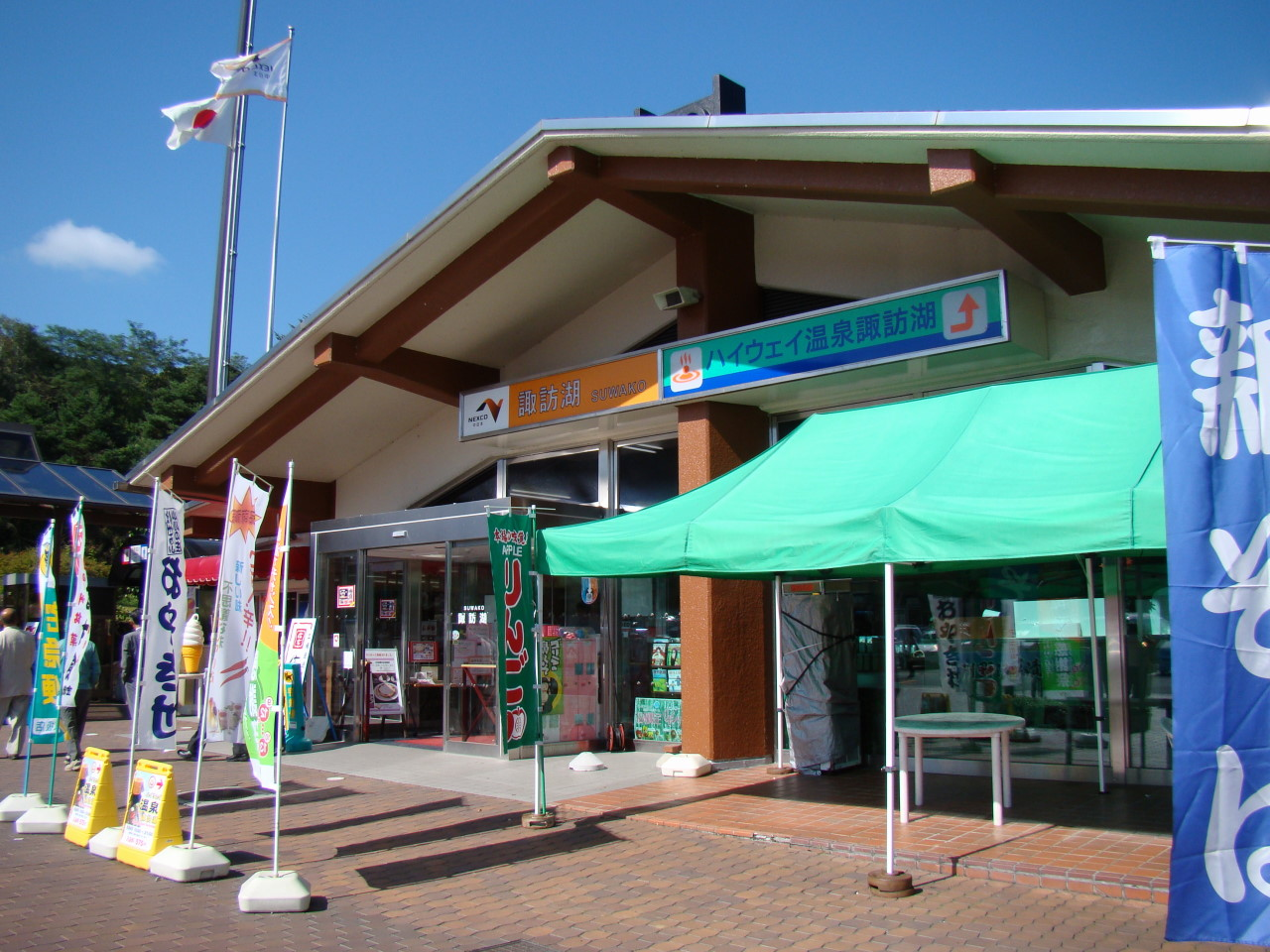
下り線側施設
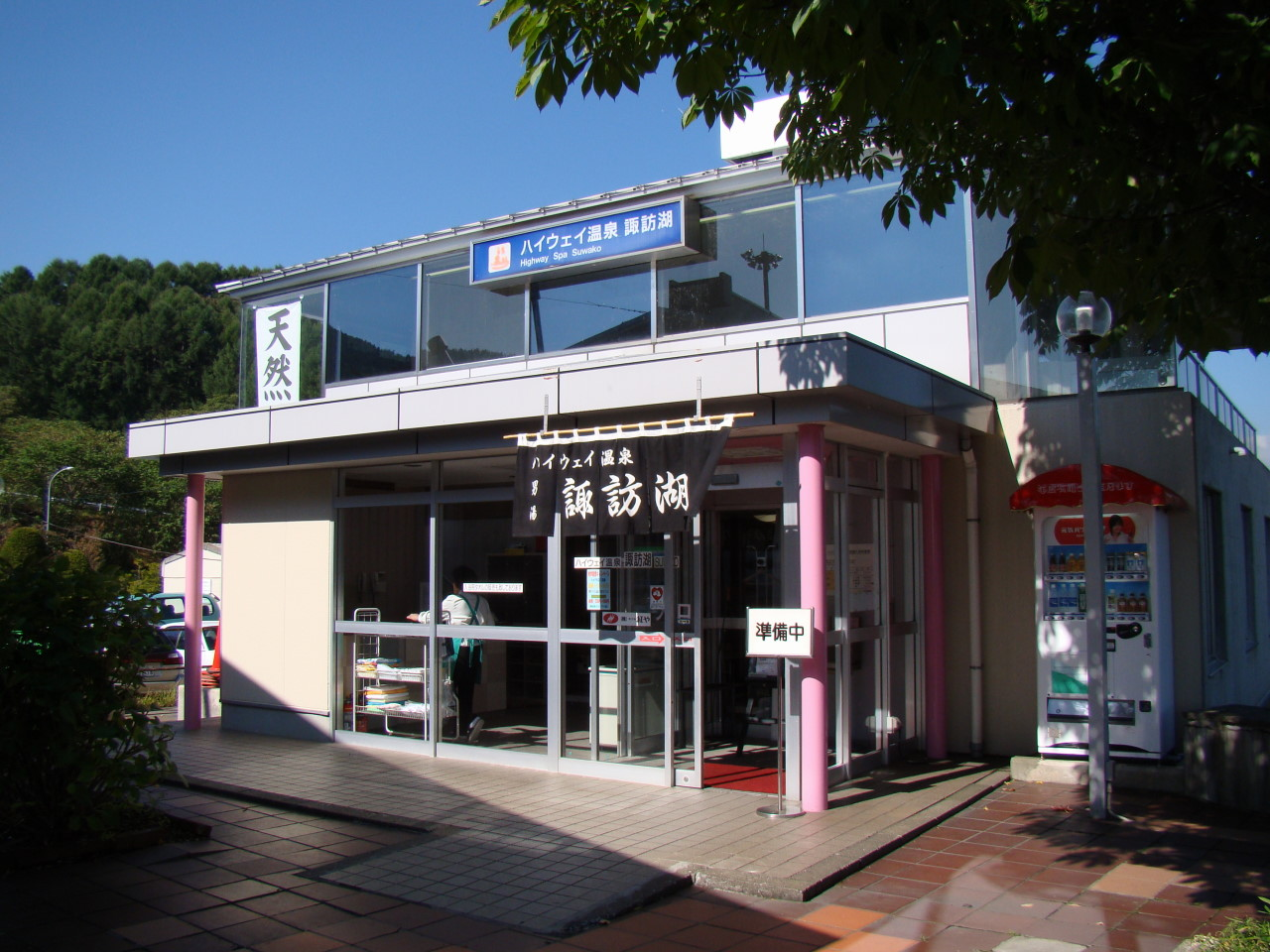
下り線側のハイウェイ温泉諏訪湖

## 諏訪湖スマートインターチェンジ
諏訪湖スマートインターチェンジ（すわこスマートインターチェンジ）は、諏訪湖SAに併設のスマートICである。
利用可能車種はETC搭載の全車種（車長12 m以下）で24時間運用。上下線ともに出入可となっている。

### 接続する道路
直接接続
- （上り線）諏訪市道33225号線[22]
- （下り線）岡谷市道湊133号線[22]

間接接続
- 長野県道50号諏訪辰野線（バイパス）

### 歴史
- 2019年（令和元年）9月27日 - 国土交通省より新規事業化[23]。
- 2023年（令和5年）3月30日 - IC名称が「諏訪湖スマートIC」に正式決定[24]。
- 2025年（令和7年）7月27日 - 供用開始[注釈 1][25][22]。

## 隣
E20 中央自動車道
(20) 諏訪IC - (BS) 有賀BS - (20-1) 諏訪湖SA/SIC - (21) 岡谷JCT